# Google Stadia
Stadia var en sky-gaming-tjeneste, drevet af den amerikanske software- og It-virksomhed Google. Stadia blev lanceret i 14 lande - inklusive Danmark - i november 2019. Tjenesten var i stand til at streame videospil i op til 4K-opløsning, 60 billeder i sekundet og understøttede desuden high dynamic range imaging (forkortet HDR). For at kunne streame indholdet i 4K-opløsning, krævedes det dog at man havde en internetforbindelse på minimum 35 megabit. Stadia var som udgangspunkt tilgængelig via Chrome-webbrowseren på enten stationære eller bærbare computere, på visse smartphones og tablets eller via en Chromecast ultra. Tjenesten lukkede ned fra 18. januar 2023.